# مينتيلوغلي
مينتيلوغليون (Μιντιλόγλιον) هي مدينة في أهيا في مقاطعة كينتريكي إلادا في اليونان.